# Hakea constablei
Hakea constablei (лат.) — вид рода Хакея (Hakea) семейства Протейные (Proteaceae) родом из восточной Австралии, эндемик Нового Южного Уэльса. Представляет собой кустарник или небольшое дерево с изобильными белыми или кремовыми цветами весной.

## Ботаническое описание
Hakea constablei — плотный округлый кустарник или небольшое дерево, растущее на высоту до 1,8—6 м. Ярко-зелёные остроконечные листья игольчатой формы имеют длину от 3 до 11 см и ширину от 1 до 1,6 мм. Молодые веточки волосатые, ветви дугообразно свисают и, несмотря на заострённые листья, не особенно колючие. Цветёт кремово-белыми цветами с сентября по ноябрь на стеблях предыдущих сезонов. Соцветие состоит из 6—12 цветков с кремово-белым околоцветником длиной 3—4,2 мм. Столбик длиной около 10 мм с конусообразным рыльцем. Большие округлые плоды имеют длину от 4,3 до 5,5 см и ширину от 3 до 3,5 см. Тёмно-серая поверхность покрыта бородавчатыми выпуклостями, заканчивающимися рожками длиной от 0,5 до 1,8 мм. Тёмно-коричневые семена имеют длину от 2,7 до 3,7 см с крылом вниз с одной стороны.

## Таксономия
Вид Hakea constablei был первоначально найден в 1899 году, но образец растения случайно хранился с другим видом хакеи. Ошибка была исправлена лишь в 1950 году, когда Эрни Ф. Констебль собрал образец у Голубых гор и представил ботаникам в Сиднейском гербарии. Впервые этот вид был официально описан австралийским ботаником Лоренсом Александром Сидни Джонсоном в 1962 году и опубликован в Contributions from the New South Wales National Herbarium. Видовое название дано в честь Эрни Констебля, бывшего коллекционера семян и растений Королевского ботанического сада в Сиднее. Он собирал в основном в Новом Южном Уэльсе, в том числе он собрал типовой образец этого вида.

## Распространение и местообитание
H. constablei эндемичен для района Голубых гор и водосбора Воллондилли в Новом Южном Уэльсе, где он произрастает среди возвышенных выходов песчаника и в склерофитовых лесах.

## Охранный статус
Вид H. constablei считается редким.